# Ana Clara Duarte
Ana Clara Duarte (Rio de Janeiro, 11 de junho de 1989) é uma ex-tenista profissional brasileira. Alcançou a posição de número 221 no ranking mundial de simples da WTA em 2011 - melhor tenista brasileira na ocasião. Em duplas, chegou ao posto de número 182, em 2010.

## Biografia
Apesar de ter saido precocemente do juvenil, Ana Clara Duarte já tem um titulo de um Future no curriculo. Ganhou em Benin City na Nigéria e logo depois, conseguiu também o vice-campeonato na mesma cidade.
O ano de 2007 foi excelente para a carreira da carioca, que alcançou o ranking de 419.° do mundo, a quinta melhor brasileira.
Mesmo ainda estando com idade de juvenil, é uma das grandes promessa, juntamente com Roxane Vaisemberg e Teliana Pereira. Em duplas, chegou a ser a 412° do mundo.
Nos Jogos Pan-Americanos de Guadalajara 2011, conquistou o bronze nas duplas mistas, junto com Rogério Dutra Silva.

## Torneios

### Campeonatos (simples: 4)
| Legenda           |
| Grand Slam (0)    |
| Premiere (0)      |
| International (0) |
| Torneios ITF (4)  |

| Títulos por superfície |
| Dura (4)               |
| Grama (0)              |
| Saibro (0)             |
| Carpete (0)            |

| Nr. | Data                    | Torneio              | Superfície | Adversário              | Pontos           |
| 1.  | 27 de fevereiro de 2007 | Benin City - Nigéria | Dura       | Nathalia Rossi          | 6-4, 6-7(8), 7-5 |
| 2.  | 7 de dezembro de 2008   | La Habana - Cuba     | Dura       | Davinia Lobbineger      | 6-3, 6-2         |
| 3.  | 12 de dezembro de 2009  | Santiago - Chile     | Dura       | Carla Lucero            | 6-2, 6-0         |
| 4.  | 12 de setembro de 2010  | Cairns - Austrália   | Dura       | Noppawan Lertcheewakarn | 6-3, 3-6, 6-2    |

### Vice-Campeonatos (simples: 11)
| Legenda           |
| Grand Slam (0)    |
| Premiere (0)      |
| International (0) |
| Torneios ITF (11) |

| Vices por superfície |
| Dura (9)             |
| Grama (0)            |
| Saibro (2)           |
| Carpete (0)          |

| Nr. | Data                   | Torneio                   | Superfície | Adversário             | Pontos              |
| 1.  | 10 de março de 2007    | Benin City - Nigéria      | Dura       | Debbrich Feys          | 7-6(6), 4-6, 4-6    |
| 2.  | 11 de agosto de 2007   | Caracas - Venezuela       | Dura       | Maria Irigoyen         | 3-6, 3-6            |
| 3.  | 25 de outubro de 2008  | Valencia - Venezuela      | Dura       | Katie Ruckert          | 2-6, 1-6            |
| 4.  | 1 de novembro de 2008  | Valencia - Venezuela      | Dura       | Katie Ruckert          | 6-7(5), 3-6         |
| 5.  | 14 de dezembro de 2008 | La Habana - Cuba          | Dura       | Melisa Miranda-Otarola | 0-6, 4-6            |
| 6.  | 25 de abril de 2009    | Buenos Aires - Argentina  | Saibro     | Veronica Spiegel       | 5-7, 1-6            |
| 7.  | 7 de junho de 2009     | Manágua - Nicaragua       | Dura       | Yana Koroleva          | 6-7(5), 6-1, 5-7    |
| 8.  | 14 de novembro de 2009 | Itajaí - Brasil           | Saibro     | Tatiana Bua            | 1-6, 5-7            |
| 9.  | 25 de julho de 2010    | Brasilia - Brasil         | Dura       | Paula Ormaechea        | 6-3, 6-7(1), 6-7(6) |
| 10. | 15 de agosto de 2010   | Itaparica - Brasil        | Dura       | Roxane Vaisemberg      | 6-7(8), 3-6         |
| 11. | 26 de setembro de 2010 | Alice Springs - Austrália | Dura       | Sacha Jones            | 5-7, 6-3, 6-3       |